# Mokranje-Wasserfall
Der Mokranje-Wasserfall liegt zehn Kilometer südlich von Negotin, in der Nähe des Dorfes Mokranje in Serbien. Der Gesamthöhenunterschied beträgt 19 Meter.

## Details
Der Bach Sikolska Reka hat in einer kurzen Schlucht seines Mittellaufs den Wasserfall und einen See darunter geschaffen. Es gibt eine große Anzahl von Stromschnellen und Kaskaden mit Wasserfällen, die sich am eigentlichen Wasserfall weiter verzweigen, in zwei Armen einen Abgrund hinabstürzen und zu den Ausläufern und dem kleinen See weiterfließen. Der Gesamthöhenunterschied aller Kaskaden und Wasserfälle beträgt 19 Meter, die letzten Wasserfälle des Abschnitts sind 5 m hoch. Es wird angenommen, dass zur Römerzeit die beiden größten Felsen durch eine Brücke verbunden waren, da Archäologen dort viele Gegenstände aus dieser Zeit gefunden haben. Es wird auch angenommen, dass sich unter den Felsen eine sogenannte Heiducken-Höhle befindet, die jedoch noch unerforscht ist.

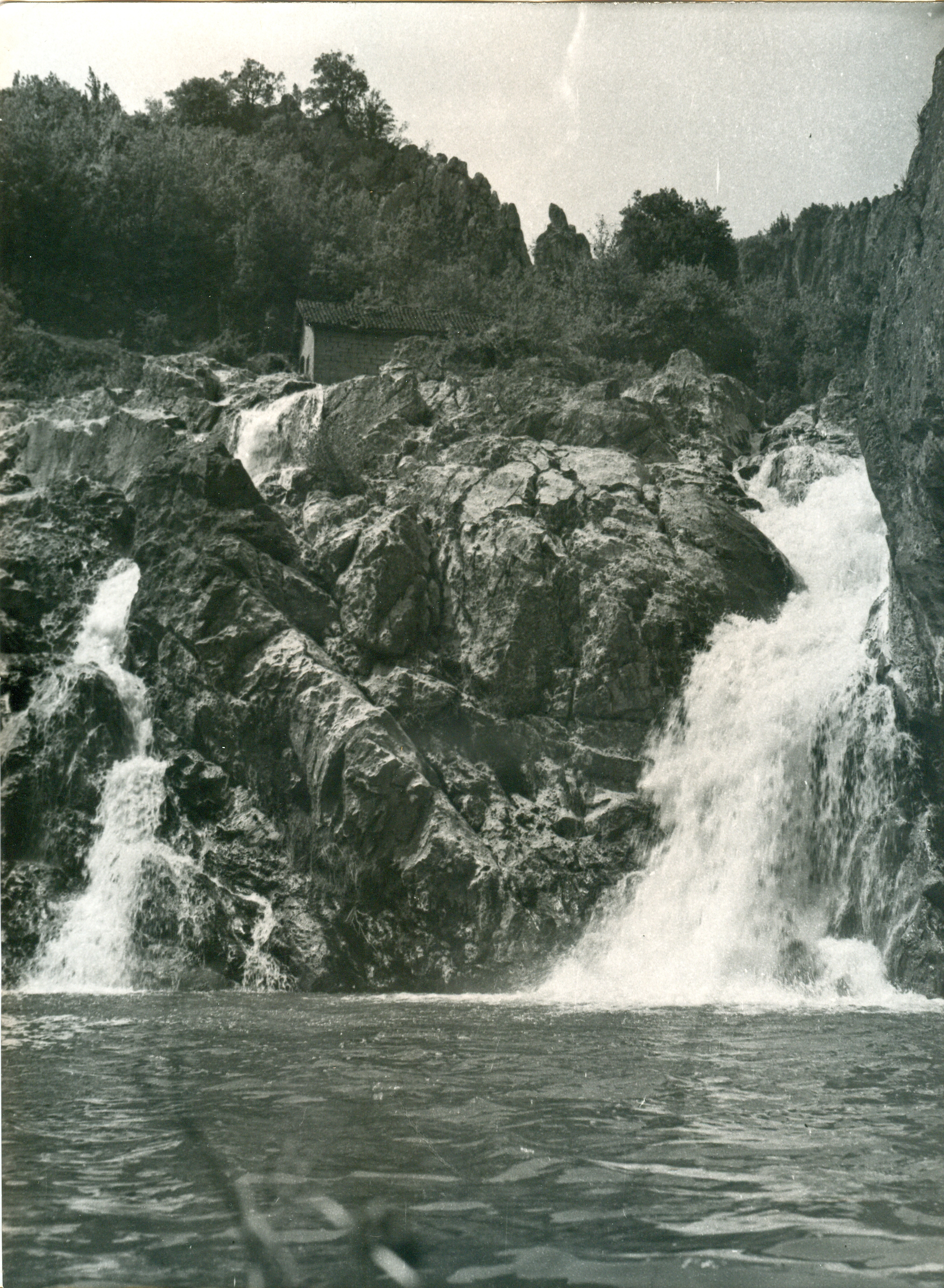
Mokranje-Wasserfall (etwa 1980)

Die geologische Struktur der hohen Felswand, die der Wasserfall überwindet, besteht aus Karbonat und Schiefer. Es gibt auch Sandstein und Konglomerate. Alle Felsen bildeten sich im Meerwasser, beginnend mit verkohlten Pflanzenpartikeln in der Karbonzeit.
Nach Aussage der Einheimischen versiegt der Wasserfall jedes Jahr im September.
Der kleine See unterm Wasserfall wird im Sommer von den Einheimischen als Badesee genutzt. Bei wuchernder Vegetation ist es jedoch schwierig, an den See zu gelangen. In unmittelbarer Nähe befindet sich das berühmte Weinanbaugebiet von Rogljevo, Smedovac und Rajac sowie das über 300 Hektar große Jagdrevier Alija.

## Erreichbarkeit
Der Wasserfall Mokranje liegt zwei Kilometer vom Zentrum des Dorfes Mokranje entfernt, von wo eine Straße heranführt. Der Wasserfall ist jedoch nur zu Fuß über einen markierten Schotterweg erreichbar. 
Der Europäische Fernwanderweg E4 führt am Wasserfall vorbei.
Etwa 600 Meter flussaufwärts befindet sich auf einem der Felsen ein Aussichtspunkt, der einen weiten Blick auf die Umgebung bietet.

## Schutzstatus
Der Wasserfall ist aufgrund seiner natürlichen Werte, Erhaltung und Schönheit eines der potenziellen Objekte des hydrologischen Erbes Serbiens. Aufgrund der geringen Fläche von unter 100 m² ist es nicht registriert.